# 三岛站乘客跌落事故
三岛站乘客跌落事故是日本中部铁路（JR东海）东海道新干线三岛站于1995年（平成7年） 12月27日发生的铁路人身伤害事故，是自东海道新干线运营开始以来的第一次致命事故。

## 事故概要
由东京開往名古屋的回声475号列车由16节新干线0系车厢组成。住在神奈川县小田原市的一名17岁男高中生乘坐此次列车的7号车厢。根据时刻表，回声475号需要待避光号，下午6点31分回声号到达三岛站，停留了3分钟。高中生在到站后下车，并使用站台上的公用电话通话。
下午6:34:00，站台上的工作人员按响关门铃，高中生为了赶快返回而冲进6号车后门，却未能及时赶到，手指夹在了正在关闭的车门之间。高中生示意开门，但站台工作人员和列车长都没有注意到他。下午6:34:50（晚点20秒）车门指示灯亮起，指示车门已关好，驾驶员开动列车。
之后，他被夹着手指沿站台跑了约90m后摔倒，继续被拖约160m后从站台边缘跌落到站台下方的道床，头部被车轮碾压当场死亡。车上的乘务员没有注意到事故的发生，5~6分钟后，列车开到沼津市时才从调度所了解到情况。列车经过检查后，继续开往名古屋。

## 事故背景
这次事故是因为乘务员和站台工作人员没有注意到站台上乘客的异常而导致的致命事故。虽然乘客冲门为直接原因，但当时乘务员没有注意到被夹的乘客，站台工作人员看到被夹的乘客与列车并行，误以为是送行乘客，没有尽到防止事故发生的责任。
在发车前，列车长应按规定从末尾的第16节车厢和中间的第8节车厢的窗户向外眺望进行安全检查。但是，负责第8节车厢的列车长当时正在处理第10节车厢上非紧急的车门故障，所以他就近从第10节车厢的窗户眺望进行安全检查。如果他按规定从第8辆车厢的窗户进行检查，那里距离那扇夹住高中生手指的门只有30m左右的距离，极有可能会防止事故发生。
新干线老车型的设计缺陷也被认为是事故的主要原因之一。新干线为了保持车内的气密性，装有“气密保持装置”，会在关门后向车门施加巨大的关门压力，将车门向门框扣紧，使车门完全与门框贴合，以保证密封。在新干线100系及以后的新车型中，发车后提升速度时，才开始施加压力，然而老车型新干线0系是关门后立刻开始施加压力。所以，手指被夹住后压在门缝里无法拔出。
另外，新干线的驾驶室装有关门指示灯，当车门夹入大于3.5毫米的异物时，关门指示灯熄灭，指示门没有关好。但手指陷入门框上7毫米厚的橡胶，所以没有检测到异物，仍然亮起了指示灯。

## 事后对策
根据此次事故的经验教训，对全部0系列车和部分在來線列车的关门装置进行了改造，关门压力从30kgf降到了13kgf，装置启动所必要的列车速度也提高到了15-30km/h。另外，站台上的列车急停装置由仅工作人员操作改为公共按钮，三岛站等新干线车站设置了安全栏杆和站台门，并在车站内增加了监控摄像头。

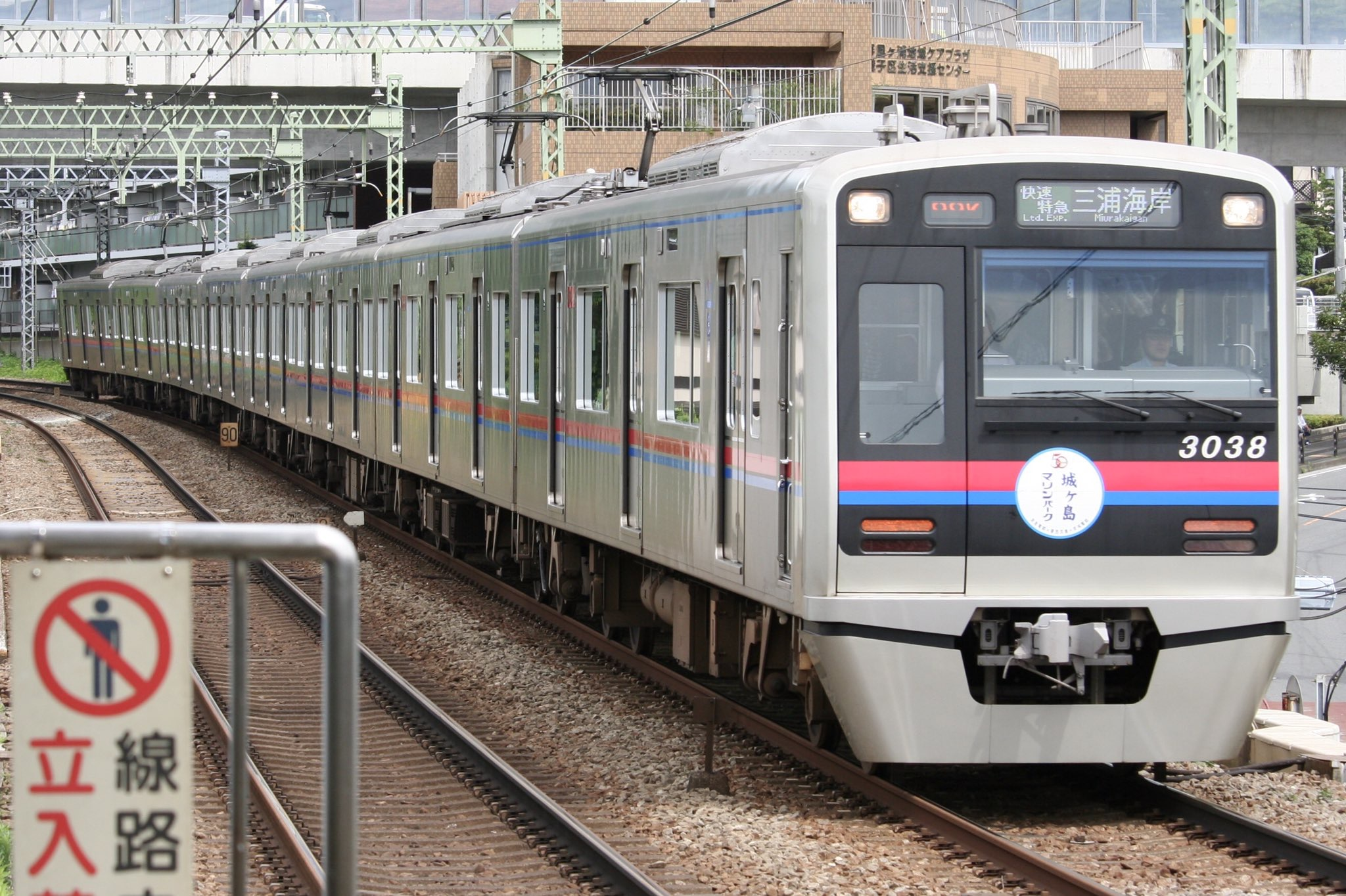
配备了改良型开关门装置的京成电铁新3000系列列车（摄于京急电铁屏风浦站）

在增强防止冲门的宣传以外，为防止乘客在短暂的停留时间内下站，还新增了站台广播。另外，新干线以外的其他新车辆，也配备有紧急减弱关门压力的开关（例如JR东海313系列、京成电铁新3000系列等）。

## 事故判决
列车长和车站工作人员因涉嫌业务上过失致死罪，被移交给静冈地方检察院沼津分院。检察院对列车长作出不予起诉的决定。车站工作人员疏于安全检查，没有及时发现受害者，因此三岛简易法院于1998年7月17日对其提起诉讼，21日判决，对其处以50万日元（约3万人民币）罚款。受害者家属对JR东海社长与新干线铁道事业部长提起刑事诉讼。考虑到事故的原因是站台工作人员疏忽与受害者强行登车这样的个别偶然情况相结合，无法追究刑事责任，检察院作出了不予起诉的决定。
另外，受害者家属向公司提出损害赔偿的民事诉讼，2001年3月7日静冈地方法院沼津分院判决，铁路公司本能够预知事故的危险性，却没有采取作为，存在过失。另外，受害者衝門，缺乏作为乘客应有的义务，也存在过失，所以责任比例为公司60%：乘客40%。裁决令JR东海支付4868万日元（约290万人民币）。 原告与被告均提出上诉，后于2001年11月26日在东京高等法院达成和解。